# Roman Rees
Roman Rees (Friburgo in Brisgovia, 1º marzo 1993) è un biatleta tedesco.

## Biografia
In Coppa del Mondo ha esordito il 1º dicembre 2016 a Östersund (48º in individuale) e ha ottenuto il primo podio il 12 marzo 2017 a Kontiolahti (3º in staffetta singola mista). Il 15 febbraio 2019 a Soldier Hollow ha invece conquistato il primo podio individuale (3º nella sprint); ha esordito ai campionati mondiali a Östersund 2019 vincendo la medaglia d'argento nella staffetta e classificandosi 20º nell'individuale. Ai mondiali di Pokljuka 2021 si è piazzato 10º nell'individuale e 7º nella staffetta. Ha debuttato ai Giochi olimpici invernali a Pechino 2022 posizionandosi 17º nella sprint, 6º nell'inseguimento, 7º nell'individuale, 14º nella partenza in linea e 4º nella staffetta; ai Mondiali di Oberhof 2023 si è classificato 19º nella sprint, 10º nell'inseguimento, 18º nella partenza in linea, 21º nell'individuale, 5º nella staffetta e 6º nella staffetta mista e il 26 novembre dello stesso anno ha conquistato la prima vittoria in Coppa del Mondo, a Östersund in individuale. Ai Mondiali di Nové Město na Moravě 2024 si è piazzato 13º nell'individuale.

## Palmarès

### Mondiali
- 1 medaglia:
  - 1 argento (staffetta[1] a Östersund 2019)

### Mondiali juniores
- 1 medaglia:
  - 1 oro (staffetta a Presque Isle 2014)

### Coppa del Mondo
- Miglior piazzamento in classifica generale: 9º nel 2023
- 15 podi (3 individuali, 12 a squadre), oltre a quello conquistato in sede iridata e valido anche ai fini della Coppa del Mondo:
  - 1 vittoria (individuale)
  - 5 secondi posti (a squadre)
  - 9 terzi posti (2 individuali, 7 a squadre)

#### Coppa del Mondo - vittorie
| Data             | Località  | Nazione | Spec. |
| ---------------- | --------- | ------- | ----- |
| 26 novembre 2023 | Östersund | Svezia  | IN    |

Legenda:

IN = individuale